# Aulnoy (Seine-et-Marne)
Aulnoy település Franciaországban, Seine-et-Marne megyében. Lakosainak száma 363 fő (2022. január 1.). Aulnoy Saint-Germain-sous-Doue, Boissy-le-Châtel, Coulommiers, Giremoutiers, Jouarre és Mouroux községekkel határos.

## Népesség
A település népességének változása:
| Lakosok száma | 379  | 360  | 365  | 356  | 358  | 359  | 361  | 361  | 363  |
|               | 2013 | 2015 | 2016 | 2017 | 2018 | 2019 | 2020 | 2021 | 2022 |